# Standard računalniškega zaslona
Standardi računalniških zaslonov po navadi vsebujejo podatke o razmerju stranic, ločljivosti, barvni globini in stopnji osveževanja.
Članek opisuje različne standarde za računalniške zaslone.
Med razvojem osebnih računalnikov se je uporabljalo več različnih standardov računalniških zaslonov ali zaslonskih načinov. Po navadi so kombinacija razmerja stranic (videza) (izraženega kot dolžinsko razmerje), ločljivosti (izražene kot širina in višina v pikslih, barvne globine (izražene v bitih) in stopnje osveževanja (izražene v Hz).